# Robert Guralnick

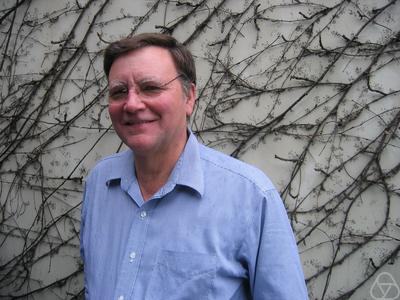
Robert Guralnick

Robert Michael Guralnick (* 10. Juli 1950 in Los Angeles) ist ein US-amerikanischer Mathematiker und Hochschullehrer an der University of Southern California, der sich mit Algebra befasst.
Guralnick studierte an der University of California, Los Angeles mit dem Bachelor-Abschluss 1972, an der er 1977 bei Basil Gordon promoviert wurde (Expressing Group Elements as Products of Commutators). Als Post-Doktorand war er 1977 bis 1979 Bateman Research Instructor am Caltech. 1979 wurde er Assistant Professor und 1988 Associate Professor und im selben Jahr Professor an der University of Southern California.
Er befasst sich mit endlichen und algebraischen Gruppen und deren Darstellungstheorie, mit linearer Algebra und mit Anwendungen der Gruppentheorie in arithmetischer algebraischer Geometrie, Galoistheorie und algebraischer Geometrie von Kurven.
Er war Gastprofessor an der Yale University, der Rutgers University, am MSRI, am Caltech, war Gastwissenschaftler an der Princeton University, am Institute for Advanced Study der Hebräischen Universität in Jerusalem, am Isaac Newton Institute in Cambridge und am Institute for Advanced Study (2005/06, 2010).
Er gehört zum Herausgebergremium des Bulletin of the American Mathematical Society (2016). 2012 wurde er Fellow der American Mathematical Society. 2012/13 war er Simons Foundation Fellow. Er ist Fellow der Clare Hall, Universität Cambridge. Er war 2014 Invited Speaker auf dem Internationalen Mathematikerkongress in Seoul (Applications of the classification of finite simple groups). Für 2018 wurde ihm der Colepreis der AMS zugesprochen.
2004 bis 2013 war er Managing Editor der Memoirs of the AMS und der Transactions of the AMS.

## Schriften (Auswahl)
- mit John Shareshian: Symmetric and alternating groups as monodromy groups of Riemann surfaces, Band 1:  Generic covers and covers with many branch points, Memoirs American Mathematical Society 2007
- mit Peter Müller, Jan Saxl:  The rational function analogue of a question of Schur and exceptionality of permutation representations, Memoirs American Mathematical Society 2003, Arxiv
- Subgroups of prime power index in a simple group, J. of Algebra, Band 81, 1983, S. 304–311
- mit Michael Aschbacher: Some applications of the first cohomology group, J. of Algebra, Band 90, 1984, S. 446–460
- mit W. M. Kantor: Probabilistic generation of finite simple groups, J. of Algebra, Band 234, 2000, S. 743–792
- mit T. Penttila, C. E. Praeger, J. Saxl: Linear groups with orders having certain large prime divisors, Proc. London Math. Soc., Band 78, 1999, S. 167